# Creedence Clearwater Revival (album)
Creedence Clearwater Revival – pierwszy album amerykańskiego zespołu Creedence Clearwater Revival, wydany w roku 1968 przez wytwórnię Fantasy Records.

## Lista utworów
Strona 1
| 1. | "I Put a Spell on You" (Screamin' Jay Hawkins)                 | 4:33  |
|    |                                                                |       |
| 2. | "The Working Man" (J. Fogerty)                                 | 3:04  |
|    |                                                                |       |
| 3. | "Suzie Q" (Eleanor Broadwater, Dale Hawkins, Stanley S. Lewis) | 8:37  |
|    |                                                                |       |
|    |                                                                | 16:14 |
|    |                                                                |       |
Strona 2
| 1. | "Ninety-Nine and a Half (Won't Do)" (Stephen Lee Cropper, Eddie Lee Floyd, Wilson Pickett) | 3:39  |
|    |                                                                                            |       |
| 2. | "Get Down Woman" (J. Fogerty)                                                              | 3:09  |
|    |                                                                                            |       |
| 3. | "Porterville" (J. Fogerty)                                                                 | 2:24  |
|    |                                                                                            |       |
| 4. | "Gloomy" (J. Fogerty)                                                                      | 3:51  |
|    |                                                                                            |       |
| 5. | "Walking on the Water" (J. Fogerty, T. Fogerty)                                            | 4:40  |
|    |                                                                                            |       |
|    |                                                                                            | 17:43 |
|    |                                                                                            |       |

## Twórcy
- Doug Clifford – gitara basowa, perkusja
- Stu Cook – gitara basowa, perkusja
- John Fogerty – gitara, śpiew
- Tom Fogerty – gitara rytmiczna, śpiew